# Paris-Roubaix sub-23
A Paris-Roubaix sub-23 (oficialmente: Paris-Roubaix Espoirs) é uma corrida ciclista profissional francesa, como o seu próprio nome indica limitada a corredores sub-23 e a "irmã menor" da Paris-Roubaix, que se disputa no final do mês de maio.
Foi criada em 1967. As suas primeiras edições foram amadoras até à criação dos Circuitos Continentais UCI em 2005 fazendo parte do UCI Europe Tour, os dois primeiros anos na categoria 1.2 (última categoria do profissionalismo) e depois na categoria específica criada em 2007 para corredores sub-23, também dentro da última categoria do profissionalismo: 2.1U.
Tem uns 180 km em seu traçado, uns 80 km menos que a sua homónima sem limitação de idade ainda que com similares características.
A diferença da sua homónima sem limitação de idade, não tem estado organizada pela ASO (organizadora também do Tour de France entre outras). A partir de 2011, os organizadores, VC Roubaix, anunciaram que deixariam de organizar a corrida devido aos altos custos da segurança. Uma semana depois, a ASO saiu ao resgate da prova e fez-se cargo dela.

## Palmarés

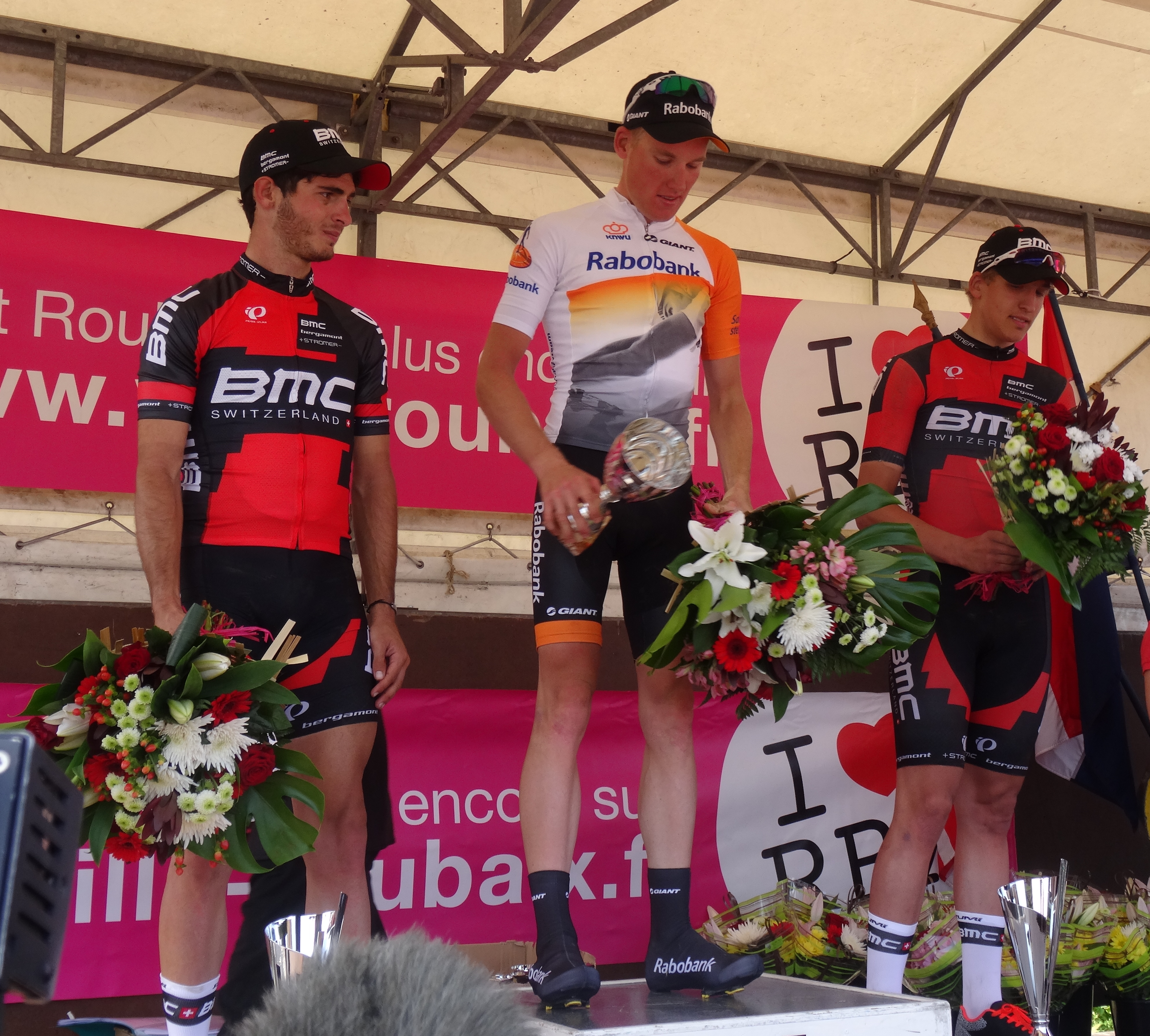
Podium da edição 2014: Tyler Williams (2º), Mike Teunissen (1º) e Bas Tietema (3º).

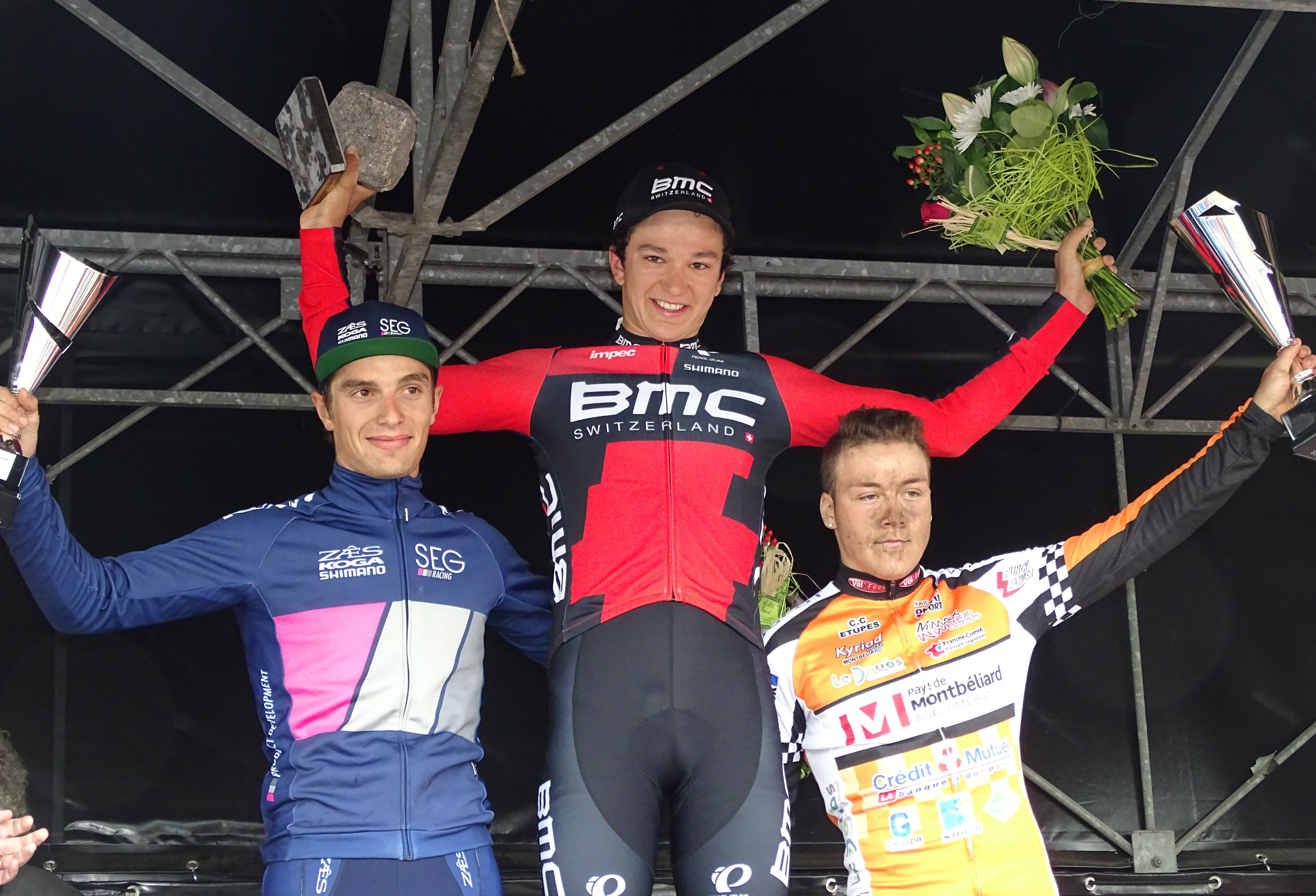
Podium da edição 2015: Jenthe Biermans (2º), Lukas Spengler (1º) e Hugo Hofstetter (3º).

Em amarelo: edição amador.
| Ano  | Ganhador             | Segundo               | Terceiro             |
| ---- | -------------------- | --------------------- | -------------------- |
| 1967 | Georges Pintens      | Patrick Charron       | Walter Ricci         |
| 1968 | Alain Vasseur        | Robert Bouloux        | Gérard Brien         |
| 1969 | Roger Desmarets      | Régis Delépine        | Robert Mintkiewicz   |
| 1970 | Enzo Mattioda        | Pé van Stralen        | Michel Roques        |
| 1971 | Louis Verreydt       | Marcel Sannen         | Antoine Bauwens      |
| 1972 | Yvan Benaets         | Luis Verreydt         | Antoine Bauwens      |
| 1973 | Patrick Béon         | Claude Behue          | René Dillens         |
| 1974 | Marc Steels          | Christian Despierres  | Carlos Cuyle         |
| 1975 | Pol Verschuere       | Guy Bricnet           | Rachel Dard          |
| 1976 | Gérard Simonnot      | Jean Toso             | Jacques Stablinski   |
| 1977 | Michel Lloret        | Alain Deloeuil        | Paul Sherwen         |
| 1978 | Alfons De Wolf       | Ronny Claes           | Alan Van Heerden     |
| 1979 | Marc Madiot          | Oliver Vantielcke     | Daniel Amardeilh     |
| 1980 | Stephen Roche        | Dirk Demol            | Michel Larpe         |
| 1981 | Kenny De Maerteleire | Alain Deloeuil        | Reimund Dietzen      |
| 1982 | Jean-Louis Barot     | Rudy Rogiers          | Alain Deloeuil       |
| 1983 | Frank Verleyen       | Bruno Vojtinek        | Pascal Campion       |
| 1984 | Thierry Marie        | Ludo Adriaensen       | Denis Poisson        |
| 1985 | Christian Chaubet    | Bernard Richard       | Vincent Thorey       |
| 1986 | Vincent Thorey       | Carlos Malfait        | Pascal Campion       |
| 1987 | Franck Boucanville   | Marc Assez            | Bertrand Zielonka    |
| 1988 | Laurent Bezault      | Nico Roose            | Fabian Pantaglou     |
| 1989 | Frédéric Moncassin   | Didier Faivre-Pierret | Andrzej Pozak        |
| 1990 | Thierry Gouvenou     | Slawonir Krawczyk     | Olaf Lurvik          |
| 1991 | Eric Larue           | Stéphane Cueff        | Czeslaw Rajch        |
| 1992 | Pascal Chanteur      | Jimmy Delbove         | Czeslaw Rajch        |
| 1993 | Marek Lheśniewski    | Hervé Boussard        | Marc Hibou           |
| 1994 | Kurt Dhont           | Frédéric Guesdon      | Michel Lallouet      |
| 1995 | Damien Nazon         | Michel Lallouet       | Thierry Bricaud      |
| 1996 | Dany Baeyens         | Nicolas Maréchal      | Christophe Barbier   |
| 1997 | Marc Chanoine        | László Bodrogi        | Gunther Stockx       |
| 1998 | Thor Hushovd         | Geoffrey Demeyere     | Moris Sammassimo     |
| 1999 | Sébastien Joly       | Stéphane Krafft       | Makus Wilfurth       |
| 2000 | Eric Baumann         | Thomas Voeckler       | Tom Boonen           |
| 2001 | Yaroslav Popovych    | Volodymyr Bileka      | Lorenzo Bernucci     |
| 2002 | Michail Timoschin    | Yannick Talabardon    | Michael Blanchy      |
| 2003 | Serguéi Lagutín      | Steven De Decker      | Robby Meul           |
| 2004 | Koen de Kort         | Bas Giling            | Wouter Weylandt      |
| 2005 | Dmitry Kozontchuk    | Johnny Hoogerland     | Dries Van Der Ginst  |
| 2006 | Tom Veelers          | Kristoffer Nielsen    | Pieter Vanspeybrouck |
| 2007 | Damien Gaudin        | Guillaume Blot        | Danilo Wyss          |
| 2008 | Coen Vermeltfoort    | Giorgio Brambilla     | Laurent Beuret       |
| 2009 | Taylor Phinney       | Nikola Aistrup        | Giorgio Brambilla    |
| 2010 | Taylor Phinney       | Jens Debusschere      | Fabien Taillefer     |
| 2011 | Ramon Sinkeldam      | Jasper Stuyven        | Jacob Rathe          |
| 2012 | Bob Jungels          | Yves Lampaert         | Thomas Scully        |
| 2013 | Suspendida           |                       |                      |
| 2014 | Mike Teunissen       | Tyler Williams        | Bas Tietema          |
| 2015 | Lukas Spengler       | Jenthe Biermans       | Hugo Hofstetter      |
| 2016 | Filippo Ganna        | Jenthe Biermans       | Hamish Schreurs      |
| 2017 | Nils Eekhoff         | Guillaume Millasseau  | Jordi Warlop         |
| 2018 | Stan Dewulf          | Julius van den Berg   | Thymen Arensman      |
| 2019 | Thomas Pidcock       | Johan Jacobs          | Jens Reynders        |

## Palmarés por países
| País           | Vitórias |
| -------------- | -------- |
| França         | 20       |
| Bélgica        | 12       |
| Países Baixos  | 6        |
| Rússia         | 2        |
| Estados Unidos | 2        |
| Irlanda        | 1        |
| Polónia        | 1        |
| Noruega        | 1        |
| Alemanha       | 1        |
| Ucrânia        | 1        |
| Uzbequistão    | 1        |
| Luxemburgo     | 1        |
| Suíça          | 1        |
| Itália         | 1        |
| Reino Unido    | 1        |